# Izumi Kenta
Izumi Kenta (泉 健太 (Tuyền Kiện Thái)  sinh ngày 29 tháng 4 năm 1974) là một chính khách người Nhật Bản. Ông hiện đang là lãnh đạo đảng Dân chủ Lập hiến (CDP hay CDPJ) từ ngày 03 tháng 11 năm 2021 sau khi Edano Yukio từ chức. Ông hiện đang là Nghị viên Chúng Nghị viện đại diện cho quận 3 Kyōto.